# Cancioneiro
Cancioneiro est une formation musicale et vocale de huit personnes qui puise son inspiration dans la musique traditionnelle des différentes régions portugaises, qui privilégie les chants pour voix soliste, ou petits ensembles vocaux. L'instrumentalisation utilisée est le cavaquinho, la guitare braguesa, la gaita de foles et le synthétiseur.